# Quan hệ Đan Mạch – Việt Nam

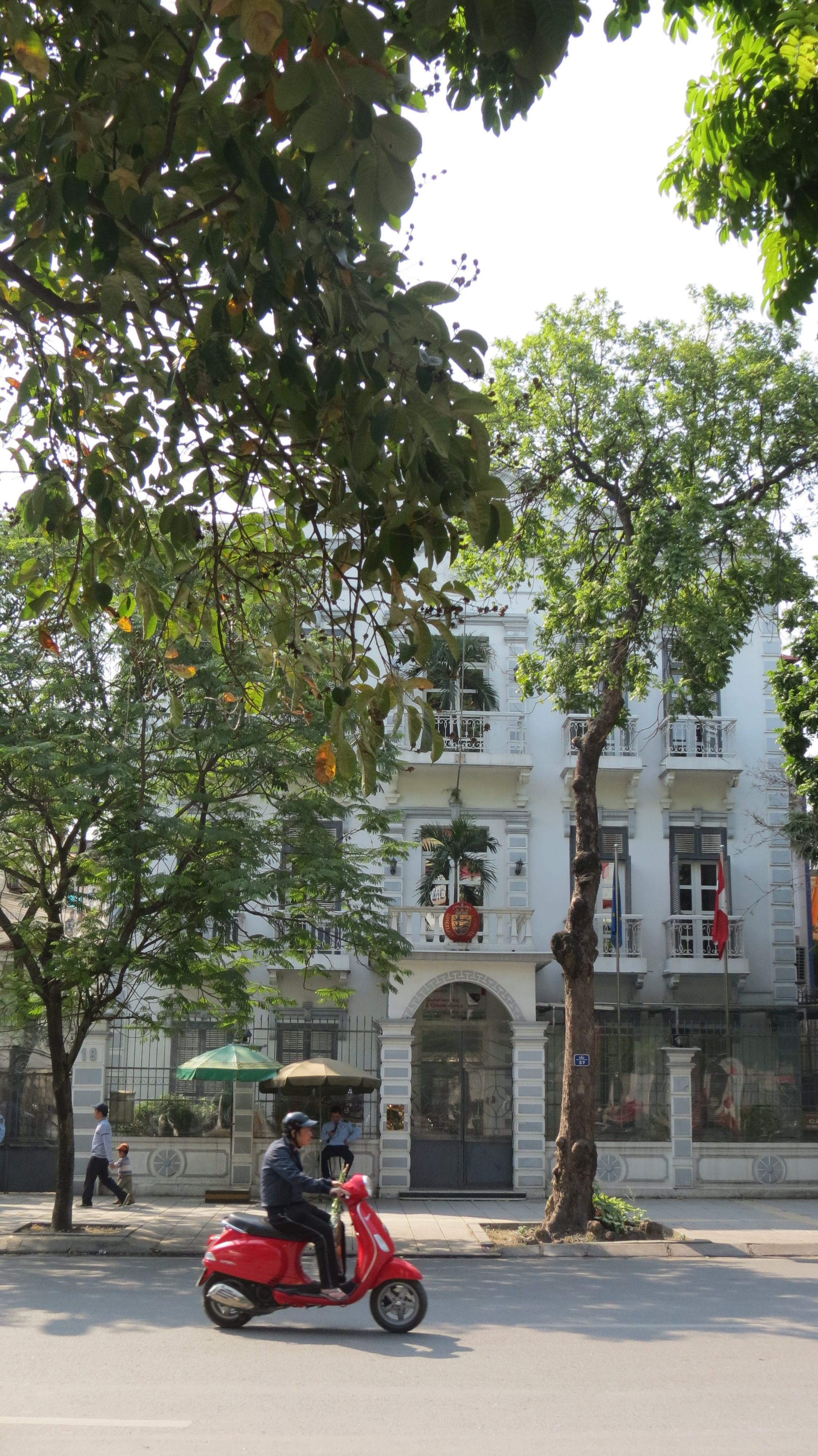
Đại sứ quán Đan Mạch tại Hà Nội

Quan hệ Đan Mạch – Việt Nam hay quan hệ Đan – Việt là mối quan hệ ngoại giao giữa Việt Nam và Đan Mạch. 
Trước năm 1975, Đan Mạch từng có quan hệ ngoại giao với chính thể Việt Nam Cộng hòa. Tuy nhiên, vào giai đoạn cuối chiến tranh, Đan Mạch lại là một trong những nước phương Tây đầu tiên thiết lập quan hệ ngoại giao với chính phủ Việt Nam Dân chủ Cộng hòa. Hai chính phủ đã thiết lập quan hệ ngoại giao từ ngày 25 tháng 11 năm 1971. 
Sau khi Việt Nam thống nhất, tháng 6 năm 1977, phái đoàn cấp cao của chính phủ Việt Nam do Thủ tướng Phạm Văn Đồng dẫn đầu đã viếng thăm Vương quốc Đan Mạch. ngày 12 tháng 5 năm 1980, chính phủ Đan Mạch đã lập cơ quan cấp Đại sứ quán tại Hà Nội và Tổng Lãnh sự quán tại Thành phố Hồ Chí Minh ngày 1 tháng 4 năm 1994. Ngày 12 tháng 8 năm 2000, chính phủ Việt Nam đã mở Đại sứ quán tại Copenhagen.

## Việt kiều
Có khoảng 8.500 người Việt Nam sống ở Đan Mạch.

## Thỏa thuận
Năm 2008, hai nước đã ký kết một thỏa thuận về bảo vệ môi trường. Năm 2007, hai bên đã ký kết một thỏa thuận khung về chương trình tín dụng của Đan Mạch dành cho Việt Nam.

## Đại sứ quán , lãnh sự quán
- Tại Việt Nam :
- Hà Nội ( Đại sứ quán )

- Tại Đan Mạch :
- Copenhagen ( Đại sứ quán )